# Géométrie moléculaire en forme de balançoire
La géométrie moléculaire en forme de balançoire est la géométrie moléculaire des composés chimiques comportant quatre liaisons à un atome central avec symétrie moléculaire C2v. Le terme balançoire indique sa ressemblance à une balançoire sur un terrain de jeux. D'autres géométries trouvées en présence de quatre liaisons avec un atome central sont tétraédrique et plan carré.
La forme de balançoire s'impose lorsqu'un atome central possède un nombre stérique de 5, avec quatre autres atomes liés et un doublet libre (AX4E dans la notation AXE). Un atome lié à cinq atomes (et aucun doublet libre) forme une bipyramide trigonale, mais dans ce cas un des atomes est remplacé par un doublet libre. L'atome remplacé est toujours un atome équatorial, parce que les doublets libres repoussent d'autres paires d'électrons plus fortement que font les atomes.

## Structure
Les molécules de géométrie en forme de balançoire ont deux types de ligands : axiaux et équatoriaux. Les deux ligands axiaux se trouvent sur un axe commun de liaison et l'angle entre ces deux liaisons est 180°. Les deux ligands équatoriaux sont dans un plan qui est orthogonal à l'axe des ligands axiaux. Typiquement les longueurs des liaisons aux ligands axiaux sont plus longues qu'aux ligands équatoriaux. L'angle idéal entre un ligand axial et un ligand équatorial est 90°, tandis que l'angle idéal entre deux ligands équatoriaux est de 120°.
Les molécules en forme de balançoire telle que SF4, comme les molécules en bipyramide trigonale telle que PF5, subissent la pseudorotation de Berry dans laquelle les ligands axiaux se déplacent aux positions équatoriales et vice versa. Cet échange des positions fait que l'environnement moyenné sur le temps est semblable autour des deux ensembles des ligands. En conséquence le spectre RMN du fluor 19 du SF4 (comme du PF5) contient une seule ligne de résonance à température ambiante.
Les quatre atomes en mouvement agissent comme levier autour de l'atome central ; par exemple les quatre atomes de fluor en SF4 tournent autour de l'atome central.